# Bahnstrecke Lappeenranta–Simola
| Lappeenranta (2010) |                          |                                                 |                                                 |
| Streckenlänge: | 18 km                    |                                                 |                                                 |
| Spurweite: | 1524 mm (Russische Spur) |                                                 |                                                 |
| |                          |                                                 |                                                 |
| \| \| \| Voisalmi \| \| \| \| 289,500 \| Rapasaari \| Rapasaari \| \| \| \| \| \| \| \| \| Bahnstrecke Kouvola–Joensuu von Joensuu \| \| \| \| 287,900 \| Lappeenranta alter Bahnhof \| Lappeenranta alter Bahnhof \| \| \| 287,726 \| Lappeenranta \| Lappeenranta \| \| \| \| \| \| \| \| 286,453 \| Kesämäki \| Kesämäki \| \| \| 285,315 \| Kalkkitehdas \| Kalkkitehdas \| \| \| \| Bahnstrecke Kouvola–Joensuu nach Luumäki \| \| \| \| \| Hafenbahn Mustola \| \| \| \| 278,300 \| Hytti \| Hytti \| \| \| 274,450 \| Melkkola \| Melkkola \| \| \| 272,630 \| Jukka \| Jukka \| \| \| \| Bahnstrecke Luumäki–Buslowskaja von Luumäki \| \| \| \| 270,052 \| Raippo \| Raippo \| \| \| \| \| \| \| \| 271,663 \| Kolo \| Kolo \| \| \| 273,066 \| Simola \| Simola \| \| \| \| Bahnstrecke Luumäki–Buslowskaja nach Vainikkala \| \| \| \| \| \| \| \| [1] \| \| \| \| |                          |                                                 |                                                 |
| Betriebs-/Güterbahnhof Streckenanfang |                          | Voisalmi                                        | Voisalmi                                        |
| Strecke · Kopfbahnhof Streckenanfang (Strecke außer Betrieb) | 289,500                  | Rapasaari                                       | Rapasaari                                       |
| Tunnel · Strecke (außer Betrieb) |                          |                                                 |                                                 |
| Strecke nach links · Abzweig ehemals geradeaus, ehemals nach rechts und von rechts · Strecke |                          | Bahnstrecke Kouvola–Joensuu von Joensuu         | Bahnstrecke Kouvola–Joensuu von Joensuu         |
| ehemaliger Bahnhof · Strecke | 287,900                  | Lappeenranta alter Bahnhof                      | Lappeenranta alter Bahnhof                      |
| Strecke · Bahnhof | 287,726                  | Lappeenranta                                    | Lappeenranta                                    |
| Strecke nach links · Abzweig geradeaus und von rechts |                          |                                                 |                                                 |
| ehemaliger Haltepunkt / Haltestelle | 286,453                  | Kesämäki                                        | Kesämäki                                        |
| ehemaliger Haltepunkt / Haltestelle | 285,315                  | Kalkkitehdas                                    | Kalkkitehdas                                    |
| Abzweig geradeaus und nach rechts |                          | Bahnstrecke Kouvola–Joensuu nach Luumäki        | Bahnstrecke Kouvola–Joensuu nach Luumäki        |
| Abzweig ehemals geradeaus und nach links |                          | Hafenbahn Mustola                               | Hafenbahn Mustola                               |
| Bahnhof (Strecke außer Betrieb) | 278,300                  | Hytti                                           | Hytti                                           |
| Haltepunkt / Haltestelle (Strecke außer Betrieb) | 274,450                  | Melkkola                                        | Melkkola                                        |
| Haltepunkt / Haltestelle (Strecke außer Betrieb) | 272,630                  | Jukka                                           | Jukka                                           |
| Strecke · Strecke (außer Betrieb) |                          | Bahnstrecke Luumäki–Buslowskaja von Luumäki     | Bahnstrecke Luumäki–Buslowskaja von Luumäki     |
| ehemaliger Bahnhof · Strecke (außer Betrieb) | 270,052                  | Raippo                                          | Raippo                                          |
| Abzweig geradeaus, ehemals nach links und ehemals von links · Strecke nach rechts (außer Betrieb) |                          |                                                 |                                                 |
| ehemaliger Haltepunkt / Haltestelle | 271,663                  | Kolo                                            | Kolo                                            |
| ehemaliger Bahnhof | 273,066                  | Simola                                          | Simola                                          |
| Strecke |                          | Bahnstrecke Luumäki–Buslowskaja nach Vainikkala | Bahnstrecke Luumäki–Buslowskaja nach Vainikkala |
| |                          |                                                 |                                                 |
| [ 1 ] |                          |                                                 |                                                 |

Die Bahnstrecke Lappeenranta–Simola war eine finnische Bahnstrecke in der Region um Lappeenranta in Südkarelien. Sie zweigte am Bahnhof Simola, der sich an der Bahnstrecke Luumäki–Buslowskaja, einem Teilabschnitt der Bahnstrecke Riihimäki–St. Petersburg zwischen der Abzweigstation Luumäki und dem heutigen Grenzbahnhof nach Russland, Vainikkala, befand, ab. Sie war die älteste Bahnstrecke nach Lappeenranta.

## Geschichte
Die Bahnstrecke Riihimäki–St. Petersburg wurde 1870 fertiggestellt und führte etwa 20 Kilometer südlich an der Stadt Lappeenranta vorbei. Von Anfang an war eine Verbindungsstrecke von Simola nach Lappeenranta geplant, die dann 1885 realisiert wurde.:479–480 Die Bauarbeiten wurden durch die Tatsache, dass Lappeenranta als Garnisonsstadt diente, und durch den Besuch von Zar Alexander III. am 4. August 1885, beschleunigt. Die Strecke und der Bahnhof von Lappeenranta wurden am 1. August 1885 offiziell für den Verkehr freigegeben. Ein neuerlicher Besuch durch den Zaren erfolgte am 5. August 1891.
Vom Bahnhof Lappeenranta führte die Strecke weiter zum Ufer des Saimaa-Sees nach Rapasaari (1885–1913 Willmanstrands Hamn, 1913–1921 Lappeenrannan satama / Rasasaari, 1921–1931 Rasasaari, 1932–1938 Rapasaaren satama), um den Warentransport über den Wasserweg des Saimaa mit der Eisenbahn zu verbinden. Dies war eines der entscheidenden Kriterien für den Bau der Strecke.:479–480
1934 wurde in Lappeenranta ein neuer Durchgangsbahnhof südlich des bisherigen Endbahnhofes und die Strecke von Lappeenranta nach Vuoksenniska eröffnet.:482–486 Der alte Bahnhof im Westen der Stadt, später auch Zarenbahnhof genannt, blieb weiterhin als Güterbahnhof in Betrieb.:482–486 Weitere Verkehrshalte an der Strecke Simola–Lappeenranta waren Jukka (eröffnet 1947), Melkkola (1908), Hytti, Kalkkitehdas (1953) und Kesämäki (1958).

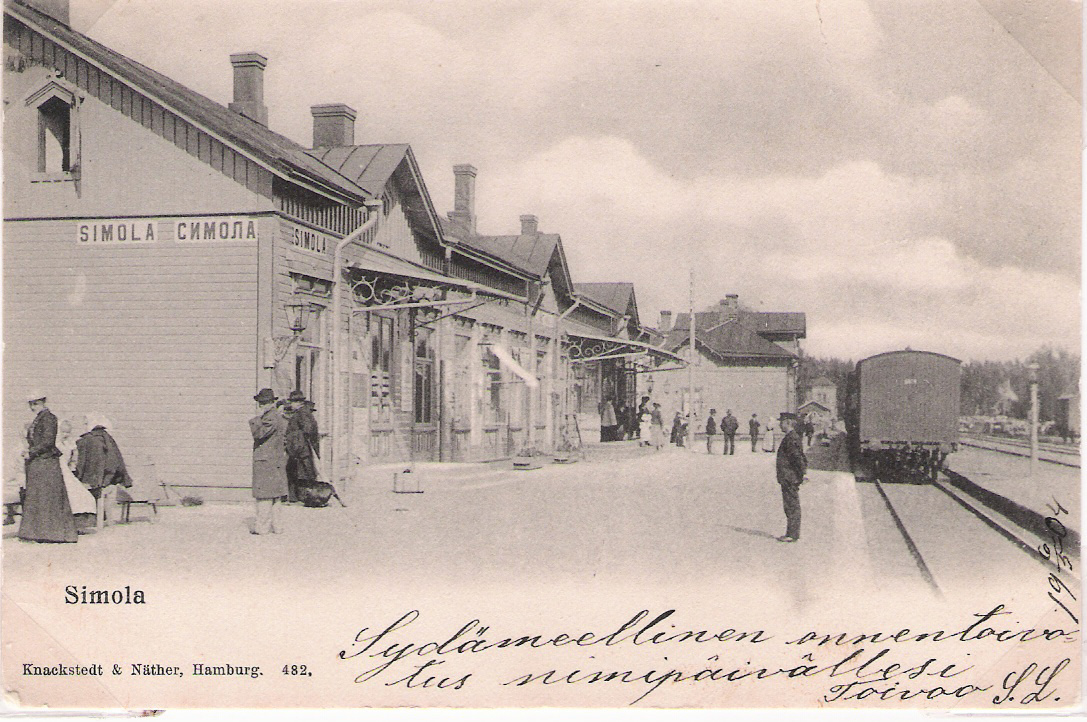
Bahnhof Simola (um 1900)

## Nach dem Zweiten Weltkrieg
Der Zweite Weltkrieg brachte Veränderungen im Bahnverkehr um Lappeenranta, als die Verbindung nach Wyborg an der neuen Staatsgrenze gekappt wurde.:486–488 Die Bedeutung des Simola-Abzweiges wurde verringert, als der Bahnhof Raipo (ursprünglich Frontimola), der 1940 auf der Westseite von Simola gebaut wurde, durch eine neue Verbindung mit der Strecke nach Lappeenranta verbunden wurde, wodurch eine Gleisdreieck zwischen Simola, Raipo  und Melkkola entstand. So mussten die Züge von Helsinki nach Lappeenranta in Simola ihre Richtung nicht mehr ändern.

## Niedergang
Nachdem die Direktverbindung von Luumäki nach Lappeenranta 1962 fertiggestellt wurde, die Teil der neuen Karelienbahn ist, verblieb auf dem Simola-Abzweig kein nennenswerter Verkehr mehr. Die Bedienung von Simola und Raipo im Personenverkehr endete 1977. Im gleichen Jahr wurde auch die Stilllegung der Strecke Lappeenranta–Simola zum 22. Mai 1977 beschlossen.
Der Bahnhof Simola wurde 1996 vollständig stillgelegt, der Güterbahnhof Rapasaari folgte am 1. Januar 2000.  Die Strecke wurde 2003 größtenteils abgebaut, Schienen und Schwellen wurden entfernt, ebenso wie die Brückenbauten. Die Grundstücke wurden größtenteils verkauft. Der Vorschlag, einen Radweg zu errichten, wurde durch den Brückenabbau unmöglich gemacht.